# Anders Wällhed

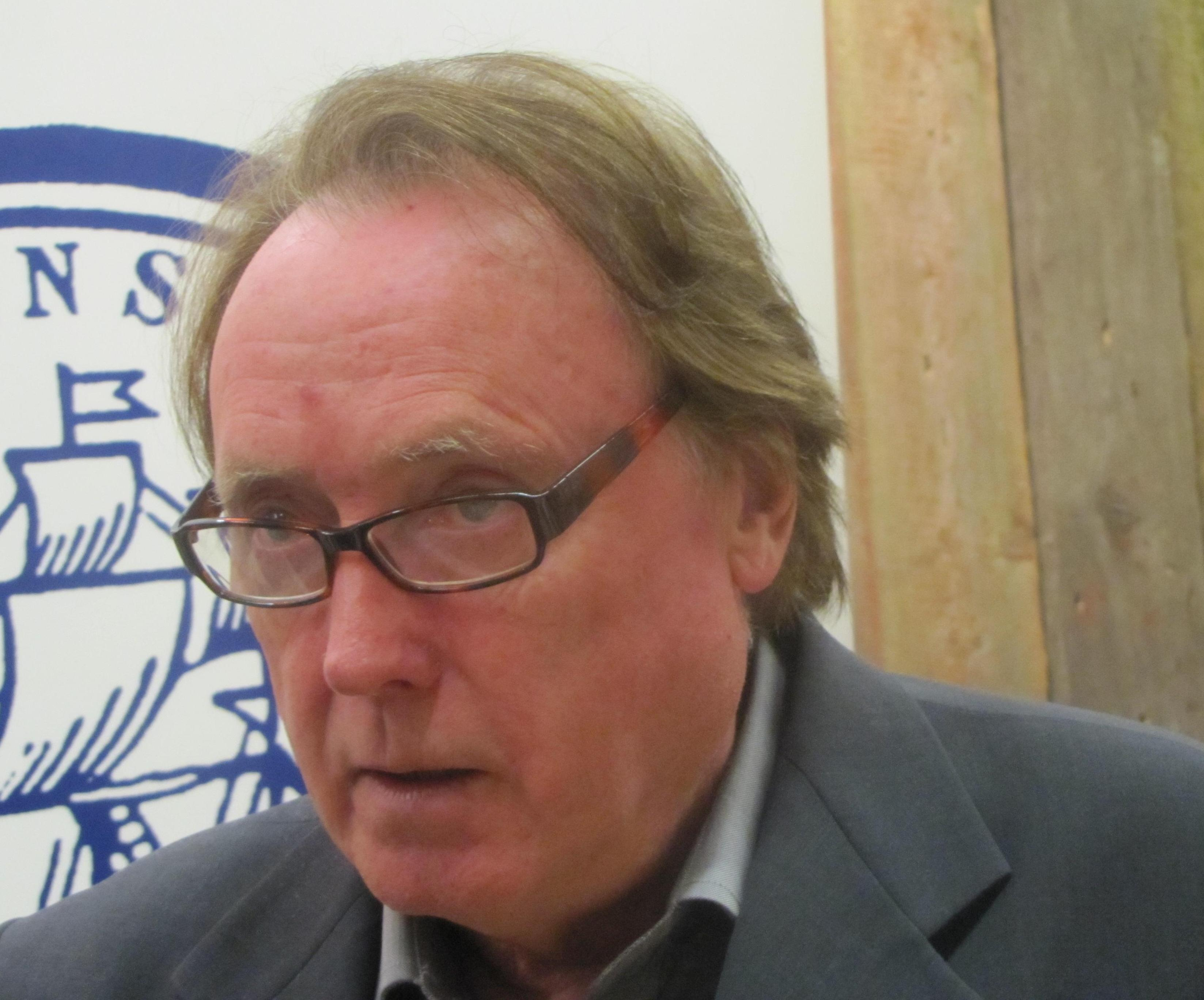
Anders Wällhed 2010.

Anders Jörgen Wällhed, född 26 augusti 1948, är en svensk författare, skådespelare och regissör.

## Biografi
Anders Wällhed började som skådespelare i den fria teaterns värld på 1970-talet, utbildade sig till producent och regissör vid Dramatiska Institutet i Stockholm och började därefter arbeta som regissör vid Radioteatern. Han har arbetat vid Sveriges Radios kulturredaktion och driver ett eget teaterbolag. 
Wällhed har regisserat flera av Kent Anderssons revyer på Teater Aftonstjärnan i Göteborg, liksom uppsättningar hos Stefan & Krister. Han har skrivit dikter, visor, dramatik, faktaböcker och romaner.

## Priser och utmärkelser
- 1993 – Hambestipendiet
- 1993 – Lasse Dahlquist-stipendiet
- 2021 - Ove Allanssonsällskapets stipendium[1]
- Wällheds fiktive sjöman Stigbergs-Lasse har fått en staty i Göteborg, skulpterad av författaren och konstnären Eino Hanski.[2]
- Av kulturnämnden i Helsingborg har Wällhed fått en minnesplatta i Norra Hamnen.

### Skönlitteratur
- Spökmatrosens sånger : berättelser (ordnade i korta rader), visor och ballader. Göteborg: Tre böcker. 1985. Libris 7748947. ISBN 91-85414-36-0 - Medförfattare Ove Allansson, Lars Melander.
- Balladen från Kvarnberget : visor och ballader. Göteborg: Tre böcker. 1986. Libris 7748962. ISBN 91-85414-54-9 - Medförfattare: Lars Melander.
- Manetsommar. Göteborg: Tre böcker. 1988. Libris 7748987. ISBN 91-85414-81-6
- Stigbergs-Lasses visor sjungna och osjungna ballader. Göteborg: Tre böcker. 1989. Libris 7592787. ISBN 91-7029-023-7
- Tvillingsjälen : roman. Göteborg: Tre böcker. 1991. Libris 7592829. ISBN 91-7029-067-9
- Stigbergs-Lasse och kärleken [dikter, ballader, visor]. Göteborg: Tre böcker. 1992. Libris 7592857. ISBN 91-7029-095-4
- Stigbergs-Lasse under stjärnorna [dikter, ballader, visor]. Göteborg: Tre böcker. 1995. Libris 7592927. ISBN 91-7029-168-3
- Ljussättaren : roman. Göteborg: Tre böcker. 1999. Libris 7593045. ISBN 91-7029-387-2
- Hemmahamn : sjungna och osjungna ballader  : dikter i urval  : åren 1985-2003. Göteborg: Tre böcker. 2003. Libris 9063842. ISBN 91-7029-522-0 - Medförfattare: Lars Melander.
- Revyn Land du välsignade. Helsingborg: Helsingborgs stadsteater. 2004. Libris 14853158 - Medförfattare: Kent Andersson.
- Konsten att förkorta evigheten : [noveller]. Göteborg: Tre böcker. 2016. Libris 19667110. ISBN 9789170297632
- Tiden väntar inte på någon : dikter, visor & ballader. Göteborg: Tre böcker förlag. 2018. Libris s2bmzpkgqg1pkbm3. ISBN 9789170297762

### Varia
- Kampen mellan segel och ånga. Göteborg: Tre böcker. 1994. Libris 7592894. ISBN 91-7029-132-2 - Medförfattare: Jan Olsson, Håkan berg.
- Längs långsiktiga vattenvägar : ett stycke svensk rederihistoria speglad genom Bylock & Nordsjöfraktkoncernen. Göteborg: Tre böcker. 1997. Libris 7592997. ISBN 91-7029-338-4 - Medförfattare: Anders Bengtsson.
- Tjugo år under bältet : den nakna sanningen om artistparet, bondkomikerna och underhållarna Stefan & Krister. Stockholm: 4 Vision. 1999. Libris 7779497. ISBN 91-89406-40-0
- Sjömansbilder : en bok om livet till sjöss  : en skildring av livet till sjöss genom fotografier och intervjuer med sjömän. Göteborg: Sjöfartens kultursällskap. 2005. Libris 10063429. ISBN 91-631-7945-8 - Medförfattare: Lennart Johnsson, Peter Svensson.
- ”Hamnarnas musik : så föddes rebetika, fado, raï, tango, jazz och pop”. Lira (Falun) 2006 :2,:  sid. 18-21, 23-25, 29, 31. 2006. 1401-1026. ISSN 1401-1026. Libris 10432321
- Den tidlöse sjöräddaren : historisk loggbok över Sjöräddningssällskapet under etthundra år. Västra Frölunda: Sjöräddningssällskapet. 2006. Libris 10227125. ISBN 91-7029-613-8
- Boken om Lasse Dahlquist : inte bara Brännö brygga. Göteborg: Tre böcker. 2010. Libris 11829056. ISBN 978-91-7029-683-3
- Jag söker en människa : minnesbok om skådespelaren, dramatikern och poeten Kent Andersson. Göteborg: Lindelöw. 2014. Libris 14797250. ISBN 9789185379811
  - Reviderad utgåva med annan titel:  Kent Andersson : en berättelse om dramatikern, skådespelaren och poeten. Göteborg: Lindelöws. 2018. Libris 17859000. ISBN 9789187291548
- Gula båtar och nya horisonter : en krönika om Sjöräddningssällskapets värld  : åren 2007-2017. [Stockholm]: Sjöräddningssällskapet. 2017. Libris 22271758. ISBN 9789170297694

## Filmografi
- 1977 – Lära för livet (TV-serie)
- 1981 – Pappa och himlen
- 1985 – Smugglarkungen
- 1990 – Stefan & Krister: Hemkört

## Teater

### Regi
| År   | Produktion         | Upphovsmän                        | Teater                   |
| ---- | ------------------ | --------------------------------- | ------------------------ |
| 2004 | Land du välsignade | Kent Andersson och Anders Wällhed | Helsingborgs stadsteater |